# Patrick Chesnais

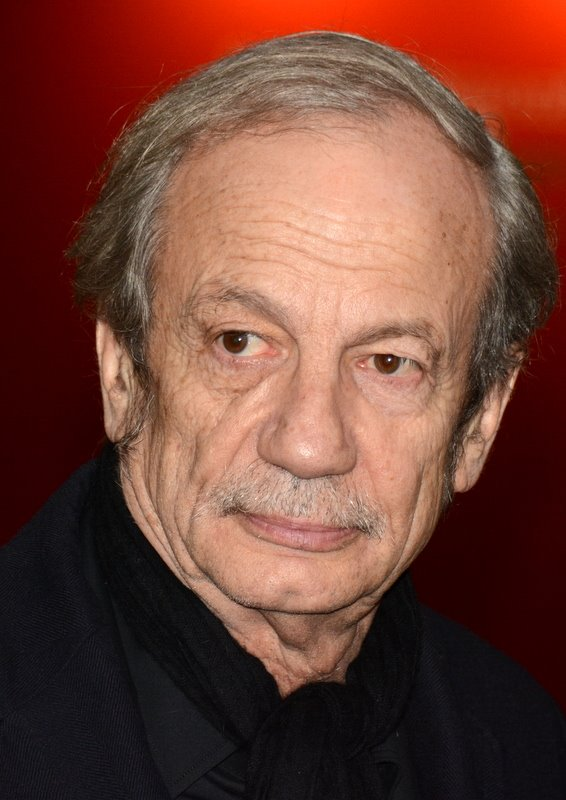
Patrick Chesnais beim César 2014

Patrick Chesnais (* 18. März 1947 in La Garenne-Colombes, Frankreich; eigentlich Patrick Chenais) ist ein französischer Schauspieler.

## Leben
Patrick Chesnais besuchte das Lycée Corneille in Rouen. Obwohl ihm eine Karriere als Fußballer offenstand, entschied er sich dafür, Schauspiel am Conservatoire à rayonnement régional de Rouen und anschließend am Conservatoire national supérieur d’art dramatique zu studieren, wo er 1968 seinen Abschluss machte. Anschließend spielte er über zehn Jahre lang am Theater. In der von Jacques Rozier inszenierten Komödie Les naufragés de l’île de la Tortue debütierte Chesnais 1976 auf der Leinwand. Für seine Rolle des Direktors in dem von Michel Deville inszenierten Drama Die Vorleserin wurde er bei der Verleihung des französischen Filmpreises César 1989 als bester Nebendarsteller ausgezeichnet.
Chesnais ist mit der Schauspielerin Josiane Stoléru verheiratet, mit der er drei gemeinsame Kinder hat. Seine Tochter Emilie (1984) ist und sein Sohn Ferdinand (1986–2006), der bei einem Autounfall verstarb, war auch Schauspieler.

## Filmografie (Auswahl)
- 1976: Les naufragés de l’île de la Tortue
- 1978: Ohne Datenschutz (Le dossier 51)
- 1980: Giganten der Landstraße (L’empreinte des géants)
- 1980: Zärtlichkeit ist Nebensache, oder …? (Ras le cœur)
- 1981: Die Verweigerung (La provinciale)
- 1981: Schnee (Neige)
- 1983: Die Geopferten (Les sacrifiés)
- 1985: Blanche und Marie (Blanche et Marie)
- 1988: Die Vorleserin (La lectrice)
- 1988: Schwellenjahre (Les années sandwiches)
- 1989: Nimm mich in die Arme (Embrasse-moi)
- 1989: Vater werden ist doch schwer (Les cigognes n’en font qu’à leur tête)
- 1990: Bettkarriere (Promotion canapé)
- 1990: Der sechste Finger (Le sixième doigt)
- 1990: So sind die Tage und der Mond (Il y a des jours … et des lunes)
- 1991: Rückkehr eines Toten (Netchaïev est de retour)
- 1992: Die schönste Geschichte der Welt (La belle histoire)
- 1993: Ein Schluck mit Folgen (Coup de jeune)
- 1994: Die kleinen Freuden des Lebens (Aux petits bonheurs)
- 1996: Tatort: Frankfurt–Miami
- 1997: Am Morgen danach (Post coïtum animal triste)
- 1999: Das Liebesdrama von Venedig (Les enfants du siècle)
- 1999: Kennedy und ich (Kennedy et moi)
- 2001: Charmant garçon
- 2002: Irène
- 2003: Juliette und ihr Bauch (Le ventre de Juliette)
- 2005: Don Quichotte oder Die Missgeschicke eines zornigen Mannes (Don Quichotte ou Les mésaventures d’un homme en colère)
- 2005: Man muss mich nicht lieben (Je ne suis pas là pour être aimé)
- 2006: Charles de Gaulle – Ich bin Frankreich! (Le grand Charles)
- 2007: Helden (Héros)
- 2007: Schmetterling und Taucherglocke (Le scaphandre et le papillon)
- 2009: Affären à la carte (Le code a changé)
- 2010: 600 Kilo pures Gold! (600 kilos d’or pur)
- 2011: Tu seras mon fils
- 2013: Die schönen Tage (Les beaux jours)
- 2014: Mary Higgins Clark: Mysteriöse Verbrechen – Warte, bis Du schläfst (Collection Mary Higgins Clark, la reine du suspense – Où es-tu maintenant?) (TV-Reihe)
- 2015: Madame Christine und ihre unerwarteten Gäste (Le grand partage)
- 2016: Celui qu’on attendait
- 2018: Vidocq – Herrscher der Unterwelt (L’empereur de Paris)
- 2018: Ma mère est folle
- 2019: Ausgeflogen (Mon bébé)
- 2019: Ein Papa für alle (Damien veut changer le monde)
- 2022: HIP: Ermittlerin mit Mords-IQ (HPI: Haut Potentiel Intellectuel) (TV-Serie, eine Folge)

## Auszeichnung (Auswahl)
- César 1989: Bester Nebendarsteller für Die Vorleserin
- César 2006: Nominierung in der Kategorie Bester Hauptdarsteller für Man muss mich nicht lieben
- Europäischer Filmpreis 2006: Nominierung in der Kategorie Bester Darsteller für Man muss mich nicht lieben
- César 2014: Nominierung in der Kategorie Bester Nebendarsteller für Die schönen Tage